# Sant Andreu de Clarà (Castellar de la Ribera)
Sant Andreu de Clarà és l'església parroquial del nucli de Clarà, al municipi de Castellar de la Ribera (Solsonès), inclosa a l'Inventari del Patrimoni Arquitectònic de Catalunya.

## Situació
De l'església es té constància des del segle xii. Forma part de la diòcesi de Solsona. L'etimologia del mot "clarà" prové de l'evolució del cognom llatí Clārānus. Està situada a l'extrem de llevant del terme municipal, als vessants ponentins del serrat de l'Hostal de les Forques, a la capçalera del barranc de Pinell. S'aixeca dalt d'un turó aïllada de les cases de Clarà.
S'hi accedeix des de la Collada de Clarà, al punt quilomètric 98,5 de la C-26, on es pren la direcció ben indicada de "Clarà". Als 1,4 km. s'agafa el desviament a la dreta indicat "Sant Andreu de Clarà", on s'arriba als 3 km. Sempre per carretera asfaltada.

## Descripció

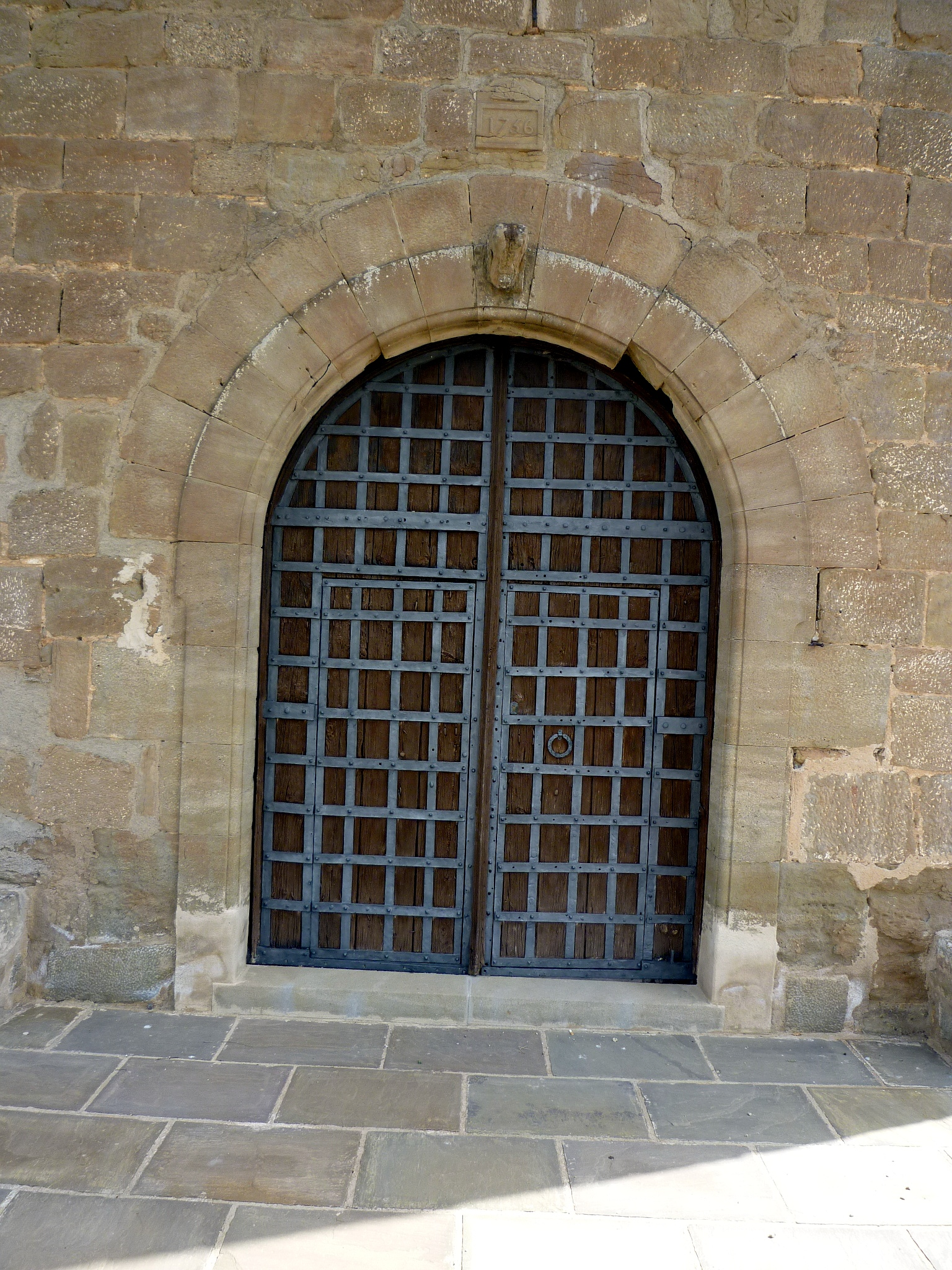
Portal

L'actual església és de tres naus. És molt difícil poder escatir quin era el pla antic d'aquesta església, bo i més després de les reformes que es dugueren a terme l'any 1756. Destaca al mur de migjorn una finestra de doble esqueixada amb una llinda monolítica, d'on ha estat rebaixat un arc de mig punt. Hi ha també dues altres finestres semblants que es troben a l'interior de la nau, entre les arcades que s'obren sent afegides les capelles laterals (4). Amb tot, sembla que devia tractar-se d'una església d'una sola nau, amb absis semicircular, construïda amb un aparell de carreus ben tallats, sense polir, disposats en fileres molt uniformes i regulars, lo qual pot apuntar a una data dintre el començament del segle xii.
Actualment la volta interior és apuntada. El cor és barroc i l'arc que el sustenta, amb molt poc punt, està en precàries condicions.
Cal destacar la presència del retaule fet el 1162 per l'escultor Feliu Vidal i el pintor Josep Bordons.

## Història
Des del 1043 tenim notícia de l'existència del castell de Sant Andreu de Clarà. Això vol dir que hi havia una residència feudal i una església que era parròquia, i per tant, hi havia també molts masos i famílies. El temple parroquial situat en un lloc alterós, domina tot el terme.
El rector, des del 1280, s'anomenava "plebà", que era com un arxipreste; rebia censos de les rectories d'Arbeca, de Santa Fe, de Vergós Guerrejat, de Canalda i d'altres llocs, i presentava al bisbe els rectors d'aquestes esglésies. Aquest privilegi sembla que li prevenia dels senyors Berenguer i Ponç, de Santa Fe, que procedien de Canalda i que foren senyors d'Arbeca durant algun temps (segle xiii).